# Philippine Congressional Medal
La Philippine Congressional Medal (en français: médaille du Congrès des Philippines) est une médaille de l'armée de terre américaine (US Army) qui a été créée par le Congrès des États-Unis (United States Congress) le 9 juillet 1906. Cette médaille récompensait les soldats qui s'étaient enrôlés dans l'armée américaine dans le but de servir dans la guerre américano-philippine.

## Critères
Les quatre critères principaux, pour l'attribution de la Philippine Congressional Medal , étaient les suivants :
- S'être engagé entre le 21 avril et le 26 octobre 1898
- Avoir servi après le 11 avril 1899
- Avoir servi aux Philippines après le 6 juillet 1899
- Avoir reçu un accomplissement honorable (ou être décédé avant d'être libéré).

Cette médaille différait de la Philippine Campaign Medal (médaille de campagne des Philippines) en ce sens que cette dernière reconnaissait le service général aux Philippines, tandis que la Philippine Congressional Medal était destinée à récompenser les services spéciaux rendus.
La Philippine Congressional Medal était considérée comme une décoration militaire autorisée, mais elle a rapidement été considérée comme une médaille commémorative puisqu'elle reconnaissait un seul événement et qu'elle ne pouvait pas être remise à la marine (US Navy) et au corps des marines des États-Unis.

## Apparence
La Philippine Congressional Medal mesure 31,75 mm de diamètre et est faite de bronze avec une finition oxydée et en relief. L'avers de la médaille représente une garde de couleur composée d'un porte-drapeau accompagné de deux soldats portant des fusils, marchant vers la gauche de la médaille. Les mots "PHILIPPINE INSURRECTION" sont inscrits sur le pourtour de la médaille. La date de 1899 figure en exergue. Le revers porte l'inscription "FOR PATRIOTISM FORTITUDE AND LOYALTY" entourée d'une couronne de branches de pin à gauche et de palmes à droite, attachée au bas par un nœud. Les rubans de suspension et de service sont bleu outremer avec des bandes rouges et blanches sur les bords. Les bandes extérieures blanches mesurent 1,5875 mm à partir du bord et 1,5875 mm de large. Les bandes intérieures de rouge et de blanc "old glory" ont une largeur de 3,175 mm.

## Source
- (en) Cet article est partiellement ou en totalité issu de l’article de Wikipédia en anglais intitulé « Philippine Congressional Medal » (voir la liste des auteurs).